# مهرجان فوانيس سول

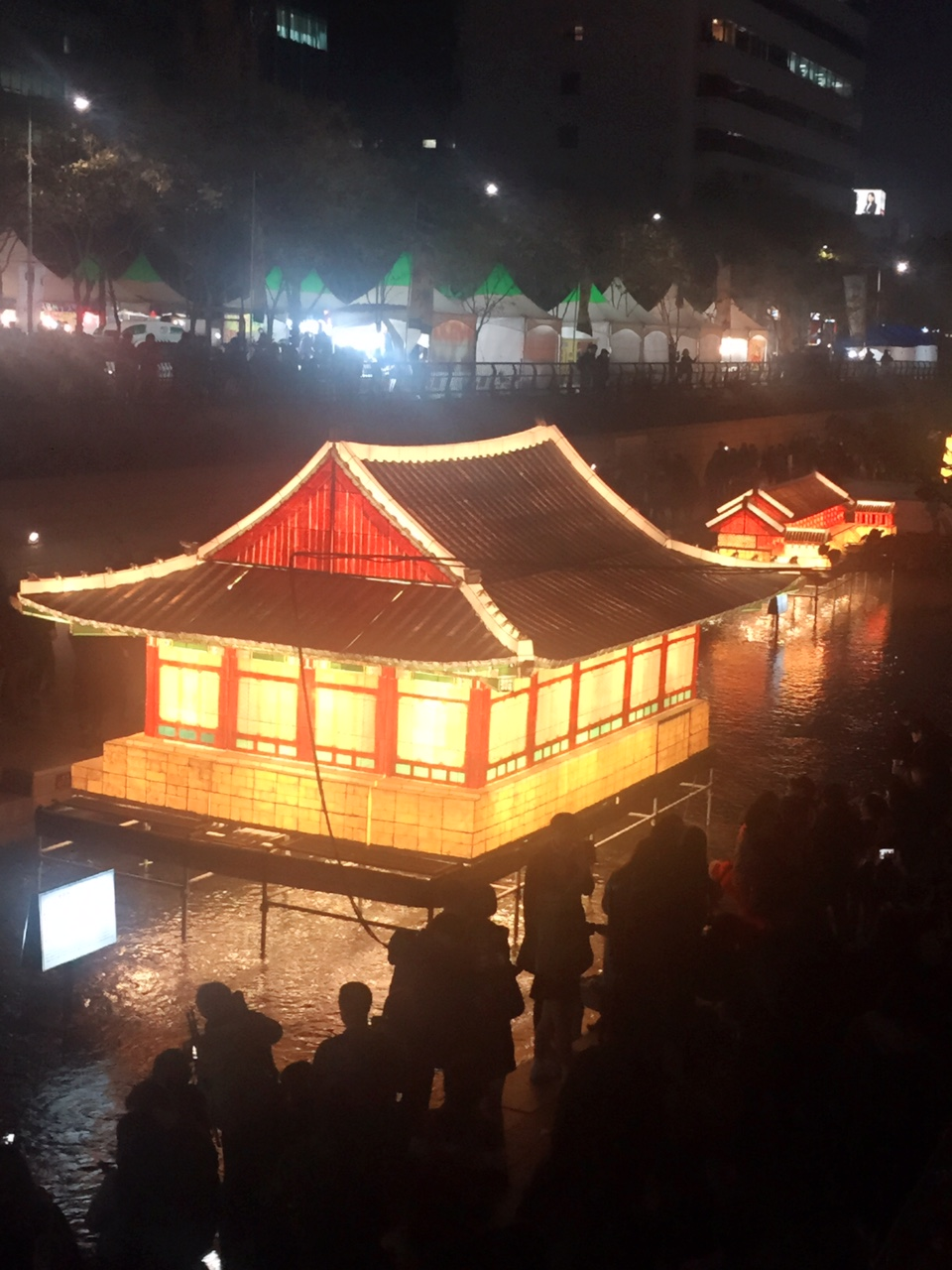
مهرجان فوانيس سول عام 2015

مهرجان فوانيس سول (بالهانغل: 서울빛초롱축제) هو مهرجان سنوي يعقد كل شهر نوفمبر في سول في كوريا الجنوبية حيث تزين مئات الفوانيس الفضاء الترفيهي العام في تشيونغي تشون.
بدأ المهرجان في عام 2009. ويستمر لمدة أسبوعين من يوم الجمعة من الأسبوع الأول من شهر نوفمبر / تشرين الثاني حيث يغطي وسط مدينة سول بالأضواء البراقة، مما يضيء المدينة ليلاً خلال أوائل الشتاء. يمكن للزوار مواجهة أنواع مختلفة من الفوانيس من منطقة Cheonggye Plaza إلى جسر Supyo (ما مجموع 1.2 كيلومتر).

## برنامج المهرجان
يقدم المهرجان مفاهيم ومواضيع مختلفة كل عام.

### 2009

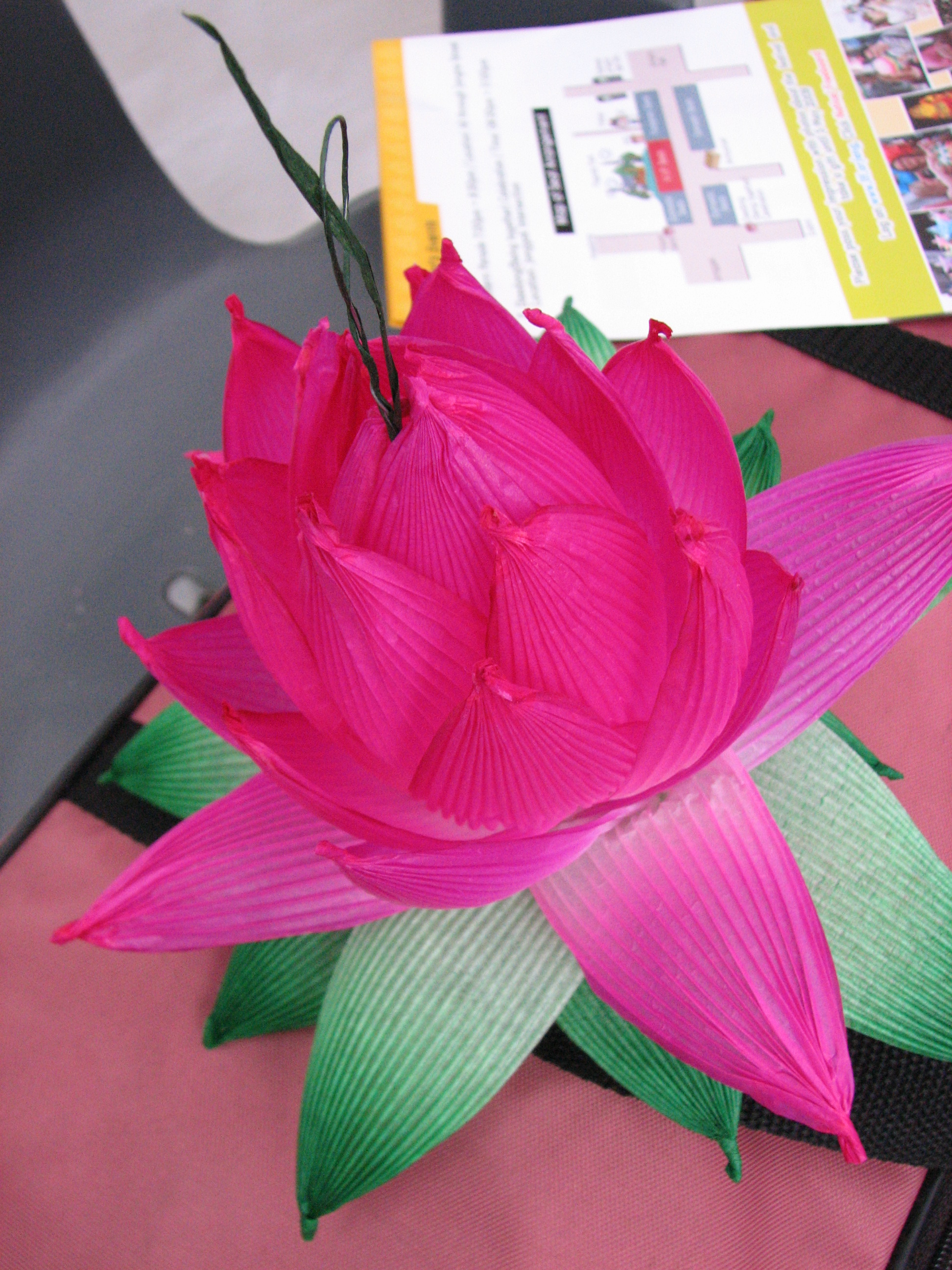
مهرجان فوانيس سول – فانوس زهرة اللوتس – 2009

2009 - مهرجان فوانيس سول - فانوس زهرة اللوتس
احتفلت أول نسخة من المهرجان بموضوع «زيارة كوريا عام 2010 إلى 2012» والتي استمرت لمدة 5 أيام. احتوى خلالها المهرجان على أربعة موضوعات تتعلق بـ «ريو» الكورية.
- الموضوع 1: منطقة Gyoryu (منطقة التبادل)
- الموضوع 2: منطقة Wonryu (منطقة منابع المياه)
- الموضوع 3: منطقة Hanryu (منطقة الموجة الكورية)
- الموضوع 4: منطقة Ilryu (منطقة الدرجة الأولى)[3]

### 2010
- الموضوع: سول، غابة بصيص الأمل.[4]

اجتذبت النسخة الثانية للمهرجان 2.3 مليون زائر، بما في ذلك حوالي 370 ألف سائح أجنبي. وكانت الفوانيس الورقية للمهرجان من 24 دولة من بينها كوريا واليابان والصين وتايوان والفلبين وهونغ كونغ وسنغافورة ونيوزيلندا وماليزيا. وقد كان من المخطط أصلا أن يستمر المهرجان لمدة 10 أيام، لكن الضغط العام للسياح الأجانب، أقنع المنظمين بتمديد المهرجان إلى سبعة أيام إضافية.

### 2012
- الموضوع: جذور سول، حياة الأجداد.[7]

كان موضوع عام 2012، مرة أخرى استمر المهرجان 17 يوما مع فوانيس مضاءة من الساعة 5:00 مساء وحتى الساعة 11:00 مساء. من خلال تسليط الضوء على التصميم واللون والجو الغريب الذي تولده الفوانيس، امتد العرض الإجمالي إلى أكثر من 1.5 كيلومتر (0.93 ميل)، وشمل أكثر من 35000 مصباح من جميع أنحاء كوريا (بما في ذلك مدن مثل سون تشون، نامون، يوريونج، إينجي، يونغجو، يونغول، وآخرون) بالإضافة كذلك لدول مثل اليابان والفلبين وسنغافورة.
- الموضوع 1: حصن سور سول
- الموضوع 2: قصة أسلاف الذين يقودون جوسون حوالي 200 سنة
- موضوع 3: حياة أهل جوسون
- موضوع 4: فتح سول[13]

### 2013
افتتح المهرجان نسخته الخامسة في الفترة من 1 نوفمبر إلى 11 نوفمبر تحت عنوان «حلم الألفية هانسونغ بايكتشي». خلال هذا المهرجان يمكن للزوار تصميم فوانيس هانجي (أي من الورق الكوري)، ومشاهدة العروض الموسيقية والتمتع بوسائل الترفيه والأحداث الأخرى على طول ساحة تشونغجي بلازا وغيرها من مواقع سول. ترمز الفوانيس الحديثة على شكل صقر إلى مملكة بايكتشي، واحدة من ممالك كوريا الثلاث، وكان أداء الموسيقي الافتتاحية والاستعراض مستوحى من حياة غنتشوغو ملك بايكتشي الذي أشرف على قمة تلك المملكة.
- الموضوع 1: 500 سنة من هانسونغ بايكتشي
- الموضوع 2: فترة وونغجين (جونجو) بايكتشي
- الموضوع 3: فترة مملكة بو يو
- الموضوع 4: الانسجام، روح بايكتشي[18]